# Gnatholepis volcanus
Gnatholepis volcanus é uma espécie de peixe da família Gobiidae e da ordem Perciformes.

## Morfologia
- Os machos podem atingir 10 cm de comprimento total.[3][4]

## Habitat
É um peixe de água doce, de clima tropical e demersal.

## Distribuição geográfica
É encontrado na Ásia: lago Taal (Batangas, ilha de Luzon, nas Filipinas).

## Observações
É inofensivo para os humanos.